# Mountain Meadows-massakern

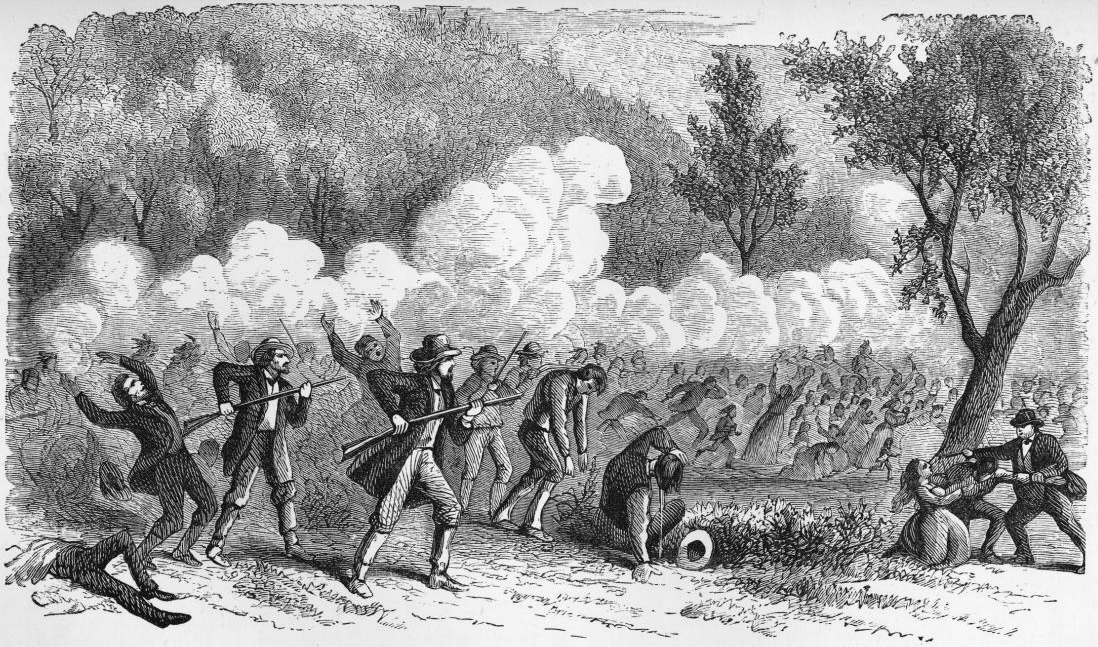
Slakten enligt Stenhouse

Mountain Meadows-massakern var ett massmord på en grupp nybyggare som fredligt färdades genom Utah på väg mot Kalifornien. Attacken initierades av en lokal milis bestående av mormoner och genomfördes tillsammans med en grupp Paiute-indianer den 11 september 1857.
Händelsen började som en indianattack men utvecklades snabbt till en belägring. Slutligen lurades nybyggarna av en ledande mormonpräst att lämna ifrån sig sina vapen, varefter de massakrerades av mormonerna och indianerna tillsammans.
De enda överlevande var 17 barn, alla under åtta år. Det uppskattas att nästan 120 män, kvinnor och barn dödades, även om det exakta antalet är omtvistat.
Under namnet September Dawn har händelsen filmatiserats 2007 med bland andra Jon Voight i en av huvudrollerna.